# Matthias Brauer (Wirtschaftswissenschaftler)
Matthias Brauer (* 1978) ist ein deutscher Wirtschaftswissenschaftler und Inhaber des Lehrstuhls für Strategisches und Internationales Management an der Universität Mannheim, wo er die Forschungsschwerpunkte Strategic Management, Corporate Strategy und Corporate Governance betreut.

## Werdegang
Brauer ist als Assistenzprofessor an der Universität St. Gallen und der Universität Luxemburg tätig gewesen, ehe er den Ruf nach Mannheim erhielt.
In St. Gallen wurde er 2011, 2012 mit der Auszeichnung des MBA Best Lecturer Award der Universität ausgezeichnet.

## Publikationen
(Auswahl)
- Mueller-Stewens, G. and Brauer, M. (2009). Corporate Strategy & Governance. Stuttgart: Schaeffer-Poeschel Verlag. 759 S., ISBN 978-3791028545
- Brauer, M. (2017). 'Sell-offs and firm performance: A matter of experience?' (with Mammen, J.; Luger, J.). Journal of Management, 43(5): 1359–1387.
- Brauer, M. (2014). 'Workforce downsizing and firm performance: An organizational routine perspective' (with Laamanen, T.). Journal of Management Studies, 51(8): 1311–1333.
- Brauer, M. (2014). ‘Performance of Acquirers of Divested Assets: Evidence from the U.S. Software Industry’ (with Laamanen, T.; Junna, O.). Strategic Management Journal, 35(6): 914–925.
- Brauer, M. (2013). ‘Determinants and Temporal Dynamics of Strategic Divergence: Evidence from Europe’ (with Heitmann, M.). Journal of World Business, 48(1): 110–121.
- Brauer, M. (2013). ‘The effects of short-term and long-term oriented managerial behavior on medium-term financial performance’ Journal of Business Economics and Management, 14(2): 386–402.
- Brauer, M. (2012). ‘Industry Divestiture Waves: How a Firm’s Position Influences Investor Returns’ (with Wiersema, M.). Academy of Management Journal, 55(6): 1472–1492.
- Brauer, M. (2012). ‘Firm Performance and Aspiration Levels as Determinants of a Firm's Strategic Repositioning within Strategic Group Structures’ (with Schimmer, M.). Strategic Organization, 10(4): 406–435.
- Brauer, M. (2009). ‘Corporate and divisional manager involvement in divestitures – A contingent analysis’. British Journal of Management, 20(3): 341–362.
- Brauer, M. (2006). ‘What have we acquired and what should we acquire in divestiture research? A review and research agenda.’ Journal of Management, 32(6): 751–785.
- Brauer, M. (2006). ‘Strategic governance: how to assess board effectiveness in guiding strategy execution’ (with Schmidt, S.). Corporate Governance: An International Review, 14(1): 12–21.